# Parque Nacional Prince Albert
O Parque Nacional Prince Albert localiza-se no centro da província de Saskatchewan, no Canadá, a 200 km de Saskatoon. Tem uma altitude que vai de 488, no lado oeste, a 724 metros, no lado leste, e cobre uma área de 3.875 km². Sua entrada principal está a cerca de 80 km ao norte de Prince Albert. O parque foi fundado em 1927.